# Iris lacustris
Iris lacustris là một loài thực vật có hoa trong họ Diên vĩ. Loài này được Nutt. miêu tả khoa học đầu tiên năm 1818.